# Palau Barbarigo della Terrazza

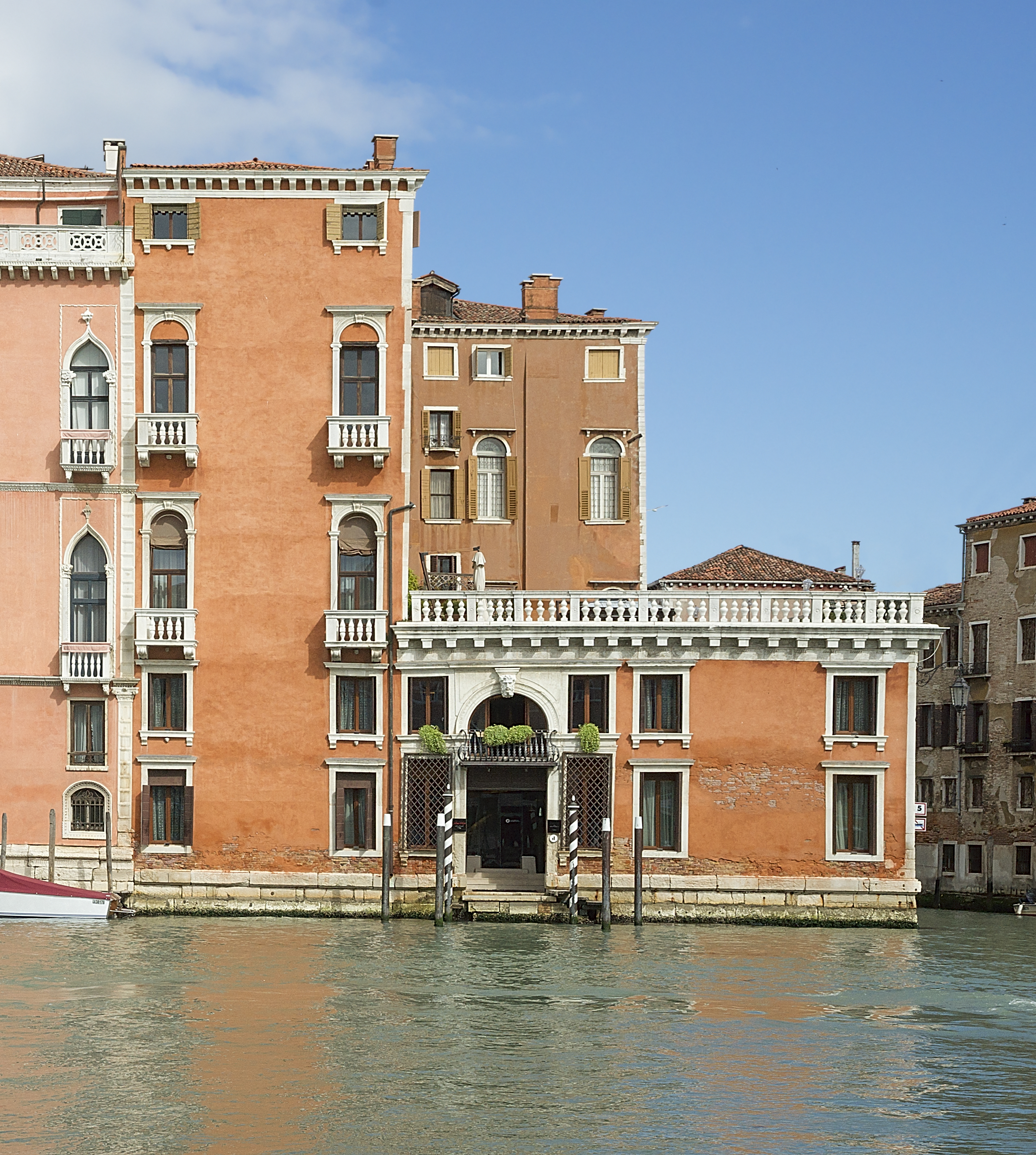
Façana al Gran Canal

El Palau Barbarigo della Terrazza és un palau de Venècia, situat al barri de San Polo i amb vistes al canal de San Polo i al Gran Canal entre el Palau Pisani Moretta i Ca' Cappello.

## Història
El palau va ser construït al voltant de 1568-1569, dissenyat per Bernardino Contin a instàncies de Daniele Barbarigo, membre de la noble família Barbarigo, que ja posseïa els dos edificis que ocupaven el lloc on s'erigiria aquest palau. Amb els anys, el palau va acollir una important galeria d'art privada, que es va perdre durant el segle XIX. Va ser incrementada pel fill de Daniele, anomenat Cristoforo Barbarigo.
El 1739 es va celebrar el matrimoni entre Filippo Barbarigo, membre de la família propietària del palau, i Chiara Pisani Moretta, membre de la família que aleshores era propietària del palau adjacent. En aquesta ocasió, els dos edificis es van unir amb passatici, o passatges aeris que permetien el trànsit d'un edifici a l'altre passant per sobre del carrer estret que els separa, anomenat Ramo Pisani Barbarigo. Els passatges encara existeixen, però han estat tapiats, ja que actualment els edificis pertanyen a diferents propietaris.
L'edifici ha estat remodelat i ha patit nombrosos canvis de propietari. Avui dia, les plantes inferiors allotgen el Centre Alemany d'Estudis Venecians (fundat aquí el 1972) i un hotel, mentre que la segona planta és propietat de la família Loredan.

## Arquitectura
El palau té una planta inusual en forma de "L", a causa de la presència a la primera planta noble d'una gran terrassa amb vistes al Gran Canal i al canal de San Polo: aquest element és la peculiaritat que distingeix l'edifici fins i tot en el seu nom. S'estén 24 metres al llarg del canal de San Polo i 14 metres al llarg del Gran Canal. Fins fa unes dècades s'utilitzava com a jardí penjant. L'edifici està ben desenvolupat en alçada: està compost de cinc nivells, com ara la planta baixa, l'entresol, dues plantes nobles i les golfes per al servei.
Una façana no gaire ampla dona al Gran Canal, on limita amb el Palau Pisani Moretta: no té ornaments i té dues finestres monófores amb arcs de mig punt i balustrades per a cadascuna de les dues plantes principals.
La façana principal, que dona al canal és simètrica i de disseny renaixentista, amb dos ordres de finestres quadrifores amb balcons a les plantes principals i, a la planta baixa, un gran portal d'arc de mig punt amb una màscara clau, idèntic al que dona al canal, sota la terrassa. Als costats de la terrassa hi ha dos altres portals més petits. A l'esquerra, es desenvolupa un cos inferior, de només dues plantes, dominat per la terrassa que està delimitada per una balustrada blanca.
Malgrat la dissipació de la galeria d'art Barbarigo al segle XIX, que va provocar la dispersió de la major part del patrimoni artístic, a l'interior del palau es conserven estucs i decoracions de diferents èpoques, incloent-hi obres de Vincenzo Guarana, fill del més famós Jacopo. Aquestes obres representen les glòries de la família propietària, els Barbarigos. Les pintures més valuoses són La coronació del dux Marco Barbarigo i El dux Agostino Barbarigo rebent la corona de Xipre de Caterina Cornaro, però dues portes superiors ovalades monocromes amb personificacions al·legòriques també podrien haver estat fetes principalment per ell. En particular, la primera planta conserva decoracions originals i una col·lecció de pintures amb retrats de dogs tancats en marcs de fusta.

## Galeria d'Art
La famosa galeria d'art es va acumular en gran part gràcies a l'obra de Cristoforo Barbarigo. El 1845 constava de 102 llenços d'artistes com Giorgione, Giovanni Bellini, Palma il Vecchio, Rubens, Guido Reni i Ticià, però va ser venut el 1850 per Nicolò Giustinian, l'aleshores propietari del palau, al tsar Nicolau I per la suma de 562.000 lires austríaques. La presència de 17 obres de Ticià va portar alguns crítics del passat a plantejar la hipòtesi que el famós pintor havia tingut un estudi al palau. Algunes obres són ara visibles a l'Hermitage de Sant Petersburg.